# Druga połowa (film 2005)
Druga połowa (ang. The Other Half) – brytyjski film komediowy z 2005 roku.

## Fabuła
Bohaterami filmu jest młode małżeństwo – Brytyjczyk i Amerykanka. Oboje postanowili spędzić wymarzony miesiąc miodowy w Portugalii. Jednak młoda żona nie wie, że w tym kraju odbywają się mistrzostwa świata w piłce nożnej, a jedną z drużyn biorących udział w rozgrywkach jest reprezentacja Anglii. Tymczasem mąż, zapalony kibic, robi wszystko by dostać się na mecze. Małżonka zaczyna jednak podejrzewać, że być może jej ukochany ją oszukał, z premedytacją zabierając ją w podróż marzeń właśnie do tego miejsca...

## Główne role
- Danny Dyer – Mark Lamanuzzi
- Gillian Kearney – Holly Lamanuzzi
- Jonathan Broke – John Smith-Jones
- Mark Lynch – Alan O’Luan
- Vinnie Jones – The Boss
- George Calil – Alex
- Katie Comer – Suzie
- Tracy Miller – Jack Schaeffer
- Kristin Lindquist – Christy Schaeffer